# Premi e riconoscimenti di Tiziano Ferro
Le pubblicazioni di Tiziano Ferro vantano oltre 20 milioni di copie certificate, vendute prevalentemente in Europa e in America Latina. Nella sua carriera ha ottenuto tra i più prestigiosi riconoscimenti nazionali e internazionali: Billboard Latin Music Awards, European Border Breakers Awards, Festivalbar, Wind Music Awards, MTV Europe Music Awards, TIM MTV Awards, Nickelodeon Kids' Choice Awards, Onstage Awards, Premios Cadena Dial, Premios Oye!, Premio italiano della musica, Premio Lunezia, Premio Videoclip Italiano, Rockol Awards, TRL Awards, World Music Awards.

## Premi e riconoscimenti

### Billboard Latin Music Awards
| Anno | Data      | Edizione | Luogo       | Lavoro        | Categoria                         | Esito           |
| ---- | --------- | -------- | ----------- | ------------- | --------------------------------- | --------------- |
| 2004 | 29 aprile | 11ª      | Miami Arena | Alucinado     | Miglior brano latin pop dell'anno | Vincitore/trice |
| 2004 | 29 aprile | 11ª      | Miami Arena | Rojo relativo | Miglior album dell'anno           | Candidato/a     |

### Capri Music Awards
| Anno | Data        | Luogo | Riconoscimento    |
| ---- | ----------- | ----- | ----------------- |
| 2002 | 27 dicembre | Capri | Capri Music Award |

### Daf Bama Music Awards
| Anno | Data      | Luogo                      | Categoria        | Esito       |
| ---- | --------- | -------------------------- | ---------------- | ----------- |
| 2016 | 27 agosto | Barclaycard Arena, Amburgo | Artista italiano | Candidato/a |

### Diversity Media Awards
| Anno | Edizione | Artista/Lavoro | Categoria             | Esito           |
| ---- | -------- | -------------- | --------------------- | --------------- |
| 2016 | 1ª       | Tiziano Ferro  | Personaggio dell'anno | Candidato/a     |
| 2021 | 5ª       | Ferro          | Miglior film italiano | Vincitore/trice |

### European Border Breakers Awards
| Anno | Edizione | Luogo                         | Album          | Riconoscimento   | Esito           |
| ---- | -------- | ----------------------------- | -------------- | ---------------- | --------------- |
| 2004 | 1ª       | Oosterpoort Theatre, Groninga | Rosso relativo | EBBA Awards 2004 | Vincitore/trice |

### Festivalbar
| Anno | Data         | Edizione | Riconoscimento              |
| ---- | ------------ | -------- | --------------------------- |
| 2002 | 10 settembre | 39ª      | Premio rivelazione italiana |

### Festival di San Marino
| Anno | Data      | Artista/Lavoro | Categoria                            | Esito           |
| ---- | --------- | -------------- | ------------------------------------ | --------------- |
| 2002 | 11 maggio | Tiziano Ferro  | Miglior artista uomo (Premio Titano) | Vincitore/trice |
| 2002 | 11 maggio | Rosso relativo | Miglior album (Premio Titano)        | Vincitore/trice |

### Filming Italy - Los Angeles
| Anno | Lavoro | Riconoscimento       | Esito           |
| ---- | ------ | -------------------- | --------------- |
| 2021 | Ferro  | Miglior documentario | Vincitore/trice |

### Giffoni All Music Teen Awards
| Anno      | Data | Edizione | Riconoscimento                    |
| --------- | ---- | -------- | --------------------------------- |
| 22 luglio | 2007 | 1ª       | Personaggio italiano della musica |

### Grammy Awards
| Anno | Data        | Edizione | Luogo                       | Lavoro      | Categoria                      | Note | Esito           |
| ---- | ----------- | -------- | --------------------------- | ----------- | ------------------------------ | --- | --------------- |
| 2013 | 10 febbraio | 55ª      | Staples Center, Los Angeles | Impressions | Miglior album pop strumentale  | Tiziano Ferro, insieme a Chris Botti e David Foster, è autore del brano Per te (For You)                                                    | Vincitore/trice |
| 2020 | 26 gennaio  | 62ª      | Staples Center, Los Angeles | Sì          | Miglior album pop tradizionale | Tiziano Ferro, insieme a Ed Sheeran e al fratello Matthew è autore del brano Amo soltanto te (This Is the Only Time nella versione inglese) | Candidato/a     |

### Italian Excellence Award
| Anno | Data        | Luogo     | Esito           |
| ---- | ----------- | --------- | --------------- |
| 2018 | 25 febbraio | Hollywood | Vincitore/trice |

### Italian Music Awards/Wind Music Awards
| Anno | Data        | Edizione                         | Luogo                                | Artista/Lavoro                                | Categoria                    | Esito           |
| ---- | ----------- | -------------------------------- | ------------------------------------ | --------------------------------------------- | ---------------------------- | --------------- |
| 2001 | 26 novembre | 2ª (Italian Music Awards)        | -                                    | Tiziano Ferro                                 | Miglior rivelazione italiana | Candidato/a     |
| 2002 | 2 dicembre  | 3ª (Italian Music Awards)        | -                                    | Tiziano Ferro                                 | Miglior artista maschile     | Candidato/a     |
| 2002 | 2 dicembre  | 3ª (Italian Music Awards)        | -                                    | Rosso relativo                                | Miglior album                | Candidato/a     |
| 2002 | 2 dicembre  | 3ª (Italian Music Awards)        | -                                    | Rosso relativo                                | Miglior singolo              | Candidato/a     |
| 2007 | 6 giugno    | 6a (1ª come Wind Music Awards)   | Auditorium della Conciliazione, Roma | Nessuno è solo                                | Premio album                 | Vincitore/trice |
| 2009 | 6 giugno    | 8a (3ª come Wind Music Awards)   | Arena di Verona                      | Alla mia età                                  | Premio album                 | Vincitore/trice |
| 2010 | 28 maggio   | 9a (4ª come Wind Music Awards)   | Arena di Verona                      | Alla mia età Live in Rome                     | Premio DVD                   | Vincitore/trice |
| 2012 | 26 maggio   | 11a (6ª come Wind Music Awards)  | Arena di Verona                      | L'amore è una cosa semplice                   | Album Multiplatino           | Vincitore/trice |
| 2014 | 3 giugno    | 12a (7ª come Wind Music Awards)  | Foro Italico, Roma                   | L'amore è una cosa semplice - Special Edition | Album Multiplatino           | Vincitore/trice |
| 2015 | 4 giugno    | 13a (8ª come Wind Music Awards)  | Arena di Verona                      | TZN - The Best of Tiziano Ferro               | Album Multiplatino           | Vincitore/trice |
| 2017 | 5 giugno    | 16a (11ª come Wind Music Awards) | Arena di Verona                      | Il mestiere della vita                        | Album Multiplatino           | Vincitore/trice |

### ITTV - The Italian Tv Festival
| Anno | Lavoro | Riconoscimento       | Esito           |
| ---- | ------ | -------------------- | --------------- |
| 2021 | Ferro  | Miglior documentario | Vincitore/trice |

### Latin Grammy Awards
| Anno | Data        | Edizione | Luogo                         | Artista       | Categoria                           | Esito       |
| ---- | ----------- | -------- | ----------------------------- | ------------- | ----------------------------------- | ----------- |
| 2003 | 3 settembre | 4ª       | AmericanAirlines Arena, Miami | Tiziano Ferro | Miglior artista maschile esordiente | Candidato/a |

### MTV Awards
| Anno | Data      | Edizione | Luogo                        | Artista/Lavoro         | Categoria                | Esito           |
| ---- | --------- | -------- | ---------------------------- | ---------------------- | ------------------------ | --------------- |
| 2015 | 14 giugno | 3ª       | Parco delle Cascine, Firenze | Senza scappare mai più | Miglior video            | Vincitore/trice |
| 2017 | 27 maggio | 5ª       | Roma                         | Tiziano Ferro          | Miglior artista maschile | Candidato/a     |

### MTV Europe Music Awards
| Anno | Data        | Edizione | Luogo                        | Artista       | Categoria                | Esito           |
| ---- | ----------- | -------- | ---------------------------- | ------------- | ------------------------ | --------------- |
| 2002 | 14 novembre | 9ª       | Palau Sant Jordi, Barcellona | Tiziano Ferro | Miglior artista italiano | Candidato/a     |
| 2004 | 18 novembre | 11ª      | Ippodromo Tor di Valle, Roma | Tiziano Ferro | Miglior artista italiano | Vincitore/trice |
| 2006 | 2 novembre  | 13ª      | Bella Center, Copenaghen     | Tiziano Ferro | Miglior artista italiano | Candidato/a     |
| 2009 | 2 novembre  | 16ª      | O2 World, Berlino            | Tiziano Ferro | Miglior artista italiano | Candidato/a     |
| 2015 | 25 ottobre  | 22ª      | Mediolanum Forum, Assago     | Tiziano Ferro | Miglior artista italiano | Candidato/a     |
| 2017 | 12 novembre | 30ª      | Wembley Arena, Londra        | Tiziano Ferro | Miglior artista italiano | Candidato/a     |

### MTV Video Music Awards Latin America
| Anno | Data        | Edizione | Luogo                                      | Artista       | Categoria                  | Esito       |
| ---- | ----------- | -------- | ------------------------------------------ | ------------- | -------------------------- | ----------- |
| 2004 | 21 ottobre  | 3ª       | Miami                                      | Tiziano Ferro | Miglior interprete solista | Candidato/a |
| 2005 | 22 dicembre | 4ª       | Xcaret, Playa del Carmen                   | Tiziano Ferro | Miglior artista maschile   | Candidato/a |
| 2006 | 19 ottobre  | 5ª       | Palacio de los Deportes, Città del Messico | Tiziano Ferro | Miglior interprete solista | Candidato/a |

### Nickelodeon Kids' Choice Awards
| Anno | Data        | Edizione | Luogo                    | Artista       | Categoria                 | Esito           |
| ---- | ----------- | -------- | ------------------------ | ------------- | ------------------------- | --------------- |
| 2006 | 2 dicembre  | 1ª       | PalaLido, Milano         | Tiziano Ferro | Miglior cantante italiano | Vincitore/trice |
| 2007 | 1º dicembre | 2ª       | East End Studios, Milano | Tiziano Ferro | Miglior cantante italiano | Candidato/a     |
| 2008 | 30 novembre | 3ª       | PalaLido, Milano         | Tiziano Ferro | Miglior cantante uomo     | Vincitore/trice |

### NRJ Music Awards
| Anno | Luogo  | Edizione | Artista/Lavoro | Categoria                                 | Esito       |
| ---- | ------ | -------- | -------------- | ----------------------------------------- | ----------- |
| 2003 | Cannes | 5ª       | Tiziano Ferro  | Artista maschile internazionale dell'anno | Candidato/a |
| 2003 | Cannes | 5ª       | Rosso relativo | Album internazionale dell'anno            | Candidato/a |

### Onstage Awards
| Anno | Edizione | Artista/Attività                      | Categoria                | Esito           |
| ---- | -------- | ------------------------------------- | ------------------------ | --------------- |
| 2012 | 2ª       | Tiziano Ferro                         | Miglior artista 2012     | Vincitore/trice |
| 2012 | 2ª       | L'amore è una cosa semplice Tour 2012 | Miglior Tour 2012        | Vincitore/trice |
| 2016 | 6ª       | Tiziano Ferro                         | Miglior performer        | Candidato/a     |
| 2016 | 6ª       | Lo stadio Tour 2015                   | Miglior Tour italiano    | Vincitore/trice |
| 2016 | 6ª       | Lo stadio                             | Inno Live dell'anno      | Candidato/a     |
| 2018 | 8ª       | Tiziano Ferro                         | Miglior artista maschile | Vincitore/trice |
| 2018 | 8ª       | Il mestiere della vita Tour 2017      | Miglior Tour italiano    | Vincitore/trice |
| 2018 | 8ª       | Lento/Veloce                          | Inno Live dell'anno      | Vincitore/trice |

### Premios Cadena Dial
| Anno | Data        | Edizione | Luogo                                         | Riconoscimento           |
| ---- | ----------- | -------- | --------------------------------------------- | ------------------------ |
| 2004 | 26 febbraio | 8ª       | Sala La Riviera, Madrid                       | Premios Cadena Dial 2003 |
| 2010 | 11 febbraio | 14ª      | Auditorio Adán Martín, Santa Cruz de Tenerife | Premios Cadena Dial 2009 |
| 2015 | 5 marzo     | 19ª      | Recinto Ferial, Santa Cruz de Tenerife        | Premios Cadena Dial 2014 |

### Premios Orgullosamente Latino
| Anno | Edizione | Artista/Lavoro                           | Categoria                | Esito       |
| ---- | -------- | ---------------------------------------- | ------------------------ | ----------- |
| 2006 | 2ª       | Mi credo (con Pepe Aguilar)              | Canzone latina dell'anno | Candidato/a |
| 2006 | 2ª       | Mi credo (con Pepe Aguilar)              | Video latino dell'anno   | Candidato/a |
| 2006 | 2ª       | Mi credo (con Pepe Aguilar)              | Gruppo latino dell'anno  | Candidato/a |
| 2007 | 3ª       | Tiziano Ferro                            | Solista latino dell'anno | Candidato/a |
| 2007 | 3ª       | Nadie está solo                          | Disco latino dell'anno   | Candidato/a |
| 2008 | 4ª       | Tiziano Ferro                            | Solista latino dell'anno | Candidato/a |
| 2010 | 6        | A mi edad                                | Disco latino dell'anno   | Candidato/a |
| 2010 | 6        | El regalo más grande (con Amaia Montero) | Canzone latina dell'anno | Candidato/a |
| 2010 | 6        | El regalo más grande (con Amaia Montero) | Video latino dell'anno   | Candidato/a |

### Premios Oye!
| Anno | Artista       | Categoria                          | Esito           |
| ---- | ------------- | ---------------------------------- | --------------- |
| 2004 | Tiziano Ferro | Miglior artista maschile latin pop | Vincitore/trice |

### Premios 40 Principales
| Anno | Lavoro               | Categoria                      | Esito       |
| ---- | -------------------- | ------------------------------ | ----------- |
| 2009 | El regalo más grande | Miglior canzone internazionale | Candidato/a |

### Premio Italiano della Musica
| Anno | Edizione | Artista/Lavoro | Categoria             | Esito           |
| ---- | -------- | -------------- | --------------------- | --------------- |
| 2002 | 7ª       | Tiziano Ferro  | Rivelazione dell'anno | Vincitore/trice |
| 2002 | 7ª       | Xdono          | Canzone dell'anno     | Candidato/a     |

### Premio Lunezia
| Anno | Data      | Edizione | Categoria                                                |
| ---- | --------- | -------- | -------------------------------------------------------- |
| 2009 | 23 luglio | 14ª      | Per il valore musical-letterario dell'album Alla mia età |

### Premio Videoclip Italiano
| Anno | Edizione | Lavoro                                             | Categoria                              | Esito           |
| ---- | -------- | -------------------------------------------------- | -------------------------------------- | --------------- |
| 2006 | 8ª       | Stop! Dimentica (regista Antti Jokinen)            | Miglior video dell'anno - artista uomo | Candidato/a     |
| 2007 | 9ª       | E Raffaella è mia (regista Gaetano Morbioli)       | Miglior video dell'anno - artista uomo | Candidato/a     |
| 2009 | 11ª      | Il regalo più grande (regista Gaetano Morbioli)    | Miglior video dell'anno - artista uomo | Vincitore/trice |
| 2012 | 11ª      | L'ultima notte al mondo (regista Gaetano Morbioli) | Uomini                                 | Vincitore/trice |

### Tapiro d'Oro
| Anno | Data            | Luogo                                         | Riconoscimento |
| ---- | --------------- | --------------------------------------------- | -------------- |
| 2015 | 3 dicembre 2015 | PalaGeorge, Montichiari (Lo stadio Tour 2015) | Tapiro d'Oro   |

### Rockol Awards
| Anno | Lavoro                                | Categoria                  | Esito           |
| ---- | ------------------------------------- | -------------------------- | --------------- |
| 2012 | Hai delle isole negli occhi           | Miglior singolo italiano   | Candidato/a     |
| 2012 | L'ultima notte al mondo               | Miglior videoclip italiano | Candidato/a     |
| 2012 | L'amore è una cosa semplice Tour 2012 | Miglior concerto/festival  | Candidato/a     |
| 2013 | Killer (con Baby K)                   | Miglior singolo italiano   | Candidato/a     |
| 2013 | Killer (con Baby K)                   | Miglior videoclip italiano | Vincitore/trice |
| 2017 | Il mestiere della vita Tour 2017      | Miglior tour italiano      | Vincitore/trice |
| 2017 | Il mestiere della vita                | Miglior album italiano     | Candidato/a     |
| 2017 | Il conforto                           | Miglior videoclip italiano | Candidato/a     |
| 2017 | Lento/Veloce                          | Miglior videoclip italiano | Candidato/a     |
| 2019 | Accetto miracoli                      | Miglior album italiano     | Candidato/a     |

### TRL Awards/MTV Awards
| Anno | Data      | Edizione             | Luogo                          | Categoria             | Esito           |
| ---- | --------- | -------------------- | ------------------------------ | --------------------- | --------------- |
| 2007 | 14 aprile | 2ª (come TRL Awards) | Piazza Duomo, Milano           | Man of the Year       | Vincitore/trice |
| 2007 | 14 aprile | 2ª (come TRL Awards) | Piazza Duomo, Milano           | Best Riempi Piazza    | Vincitore/trice |
| 2007 | 14 aprile | 2ª (come TRL Awards) | Piazza Duomo, Milano           | Italians Do It Better | Candidato/a     |
| 2007 | 14 aprile | 2ª (come TRL Awards) | Piazza Duomo, Milano           | Best Live Moment      | Candidato/a     |
| 2008 | 17 maggio | 3ª                   | Piazza del Plebiscito, Napoli  | Man of the Year       | Vincitore/trice |
| 2009 | 16 maggio | 4ª                   | Piazza Unità d'Italia, Trieste | Man of the Year       | Candidato/a     |
| 2010 | 8 maggio  | 5ª                   | Porto antico, Genova           | Man of the Year       | Candidato/a     |
| 2012 | 5 maggio  | 7ª                   | Piazzale Michelangelo, Firenze | Super Man Award       | Candidato/a     |
| 2016 | 19 giugno | 4ª (come MTV Awards) | Parco delle Cascine, Firenze   | Artist Saga           | Candidato/a     |

### World Music Awards
| Anno | Data                           | Edizione | Luogo                | Lavoro                                        | Categoria                            | Esito           |
| ---- | ------------------------------ | -------- | -------------------- | --------------------------------------------- | ------------------------------------ | --------------- |
| 2010 | 18 maggio                      | 21ª      | Sporting Monte-Carlo | Tiziano Ferro                                 | Miglior artista italiano per vendite | Vincitore/trice |
| 2012 | senza cerimonia di premiazione | -        | -                    | Tiziano Ferro                                 | Miglior artista maschile             | Candidato/a     |
| 2012 | senza cerimonia di premiazione | -        | -                    | Tiziano Ferro                                 | Miglior intrattenitore               | Candidato/a     |
| 2012 | senza cerimonia di premiazione | -        | -                    | L'amore è una cosa semplice                   | Miglior album                        | Candidato/a     |
| 2012 | senza cerimonia di premiazione | -        | -                    | La differenza tra me e te                     | Miglior videoclip                    | Candidato/a     |
| 2013 | senza cerimonia di premiazione | -        | -                    | Tiziano Ferro                                 | Miglior artista maschile             | Candidato/a     |
| 2013 | senza cerimonia di premiazione | -        | -                    | Tiziano Ferro                                 | Miglior intrattenitore               | Candidato/a     |
| 2013 | senza cerimonia di premiazione | -        | -                    | L'amore è una cosa semplice                   | Miglior album                        | Candidato/a     |
| 2013 | senza cerimonia di premiazione | -        | -                    | La differenza tra me e te                     | Miglior videoclip                    | Candidato/a     |
| 2014 | 27 maggio                      | 22ª      | Sporting Monte-Carlo | Tiziano Ferro                                 | Miglior artista maschile             | Candidato/a     |
| 2014 | 27 maggio                      | 22ª      | Sporting Monte-Carlo | Tiziano Ferro                                 | Miglior interprete live              | Candidato/a     |
| 2014 | 27 maggio                      | 22ª      | Sporting Monte-Carlo | Tiziano Ferro                                 | Miglior intrattenitore               | Candidato/a     |
| 2014 | 27 maggio                      | 22ª      | Sporting Monte-Carlo | L'amore è una cosa semplice - Special Edition | Miglior album                        | Candidato/a     |

### Altri riconoscimenti
| Anno | Riconoscimento |
| ---- | --- |
| 2008 | Premio Speciale per il brano in digitale più venduto Ti scatterò una foto al MEI                                                     |
| 2011 | Proclamato artista rivelazione del panorama musicale italiano nel decennio 2001-2010, da un sondaggio commissionato da Rockol e Fnac |